# 姜昌熙
姜 昌熙（カン・チャンヒ、1946年8月3日 - ）は、大韓民国の政治家。第11・12・14・15・16・19代国会議員で、第19代国会前半国会議長。忠清道出身で初の国会議長となった。第19代科学技術部長官などを歴任。
本貫は晋州姜氏。キリスト教徒。

## 経歴
1946年に忠清南道大田郡で生まれた。陸軍士官学校(25期)卒業。陸軍大学教授などを務め、ハナフェに参加した。中佐で退役した。
民主正義党の結党過程に参加した後、37歳の時に第11代総選挙で選出された全国区議員に繰り上げ当選してから国会入りした。第12代総選挙で大田広域市中区から出馬し、再選を果たす。民主正義党組織局長などを歴任。第13代総選挙で同選挙区から出馬するが落選。第14代総選挙で再選し、1995年に行われた第1回全国同時地方選挙後に自由民主連合に入党した。第15代総選挙でも再選し、この間に国会通信技術委員長、自由民主連合事務総長などを歴任した。1997年大韓民国大統領選挙では金鍾泌の立候補を諦め、新政治国民会議の金大中に一本化し当選すると、科学技術部長官に指名された。
第16代総選挙でも再選した。2002年6月に自民連の総裁でもある李漢東が総理を辞職したことに反発して、事務総長を辞職し、副総裁に就任した。2001年には、院内交渉団体の要件を満たすために新千年民主党から3人の議員を借りたことに強く反発し、自民連を除名された。同年10月には、ハンナラ党に入党した。
2004年に行われた第17代総選挙では、ハンナラ党から出馬するが、ウリ党候補に敗れた。2006年にはハンナラ党最高委員の選出されるが、第18代総選挙では、自由先進党候補の追い上げから朴槿恵が応援に来るなどしたが落選。
2012年に行われた第19代総選挙では、セヌリ党から立候補し当選を果たした。国会議長の予備選挙に親朴槿恵派の中心人物として出馬し、親李明博派の鄭義和を破った。2012年7月2日に国会で議長に選出された。忠清道出身では初めての議長となった。2013年には中国を訪問し、習近平国家主席と会談した。